# Civilization Revolution
Sid Meier's Civilization Revolution (abreviado Civilization Revolution o CivRev) es un videojuego de estrategia por turnos de la serie Civilization. Fue diseñado por Sid Meier específicamente para consolas, por ello esta entrega ha sido simplificada con respecto a las versiones de PC. El juego fue lanzado para PlayStation 3, Xbox 360 y Nintendo DS entre el 13 de junio y el 11 de septiembre de 2008 por todo el mundo. [cita requerida]. En principio también se iba a crear una versión para Wii, pero Firaxis decidió paralizar su desarrollo en enero de 2008. [cita requerida]. Posteriormente sallió una versión adaptada al iPad optimizada para la pantalla.

## Descripción
En Civilization Revolution, el jugador puede tomar el control de una de las 16 civilizaciones disponibles, cada una con habilidades especiales, desde la prehistoria hasta los tiempos modernos y el futuro cercano. En los últimos juegos de la saga, el jugador tenía mayor control sobre las reglas del juego y, a menudo, las partidas podían durar más de 20 o 30 horas. En Civilization Revolution, las partidas en su mayor parte pueden ser terminadas en tres o cuatro horas. Para la versión de consola, la jugabilidad se ha racionalizado y simplificado para hacer el juego más fácil de jugar a los recién llegados a la serie.
Además de los nombres de las ciudades, los jugadores pueden poner nombres al azar a zonas geográficas ("casillas" a efectos de juego) como cadenas de montañas, colinas, llanuras o ríos.

## Condiciones para la victoria
Una victoria se puede lograr de cuatro formas diferentes, a menos que en un escenario del juego se especifique cuáles de los cuatro tipos de victoria pueden ser utilizados. Las diferentes civilizaciones tienen ventajas sobre otras para conseguir un tipo de victoria u otro. Los cuatro tipos de victoria son los siguientes:
- Dominación: El jugador debe capturar todas las capitales de las otras civilizaciones, pero no es necesario la destrucción/ captura de cada ciudad.
- Cultura: Obtención de un total de 20 grandes personajes, maravillas y construir las Naciones Unidas.
- Económica: Adquirir 20.000 de oro en el tesoro y construir el Banco Mundial.
- Tecnológica: Investigar las 47 tecnologías disponibles y ser el primero en llegar a Alpha Centauri.

Si el jugador de una civilización está a punto de cumplir una de las mencionadas condiciones de victoria, todas las demás civilizaciones podrán declarar la guerra sobre ella en un intento de retrasar o impedir que gane. La construcción del Banco Mundial, la construcción de las Naciones Unidas, y/o el lanzamiento de la nave a Alpha Centauri pueden ser detenidos por la captura/destrucción de la ciudad enemiga que los esté creando.

## Civilizaciones
Los jugadores pueden controlar una de las 16 civilizaciones que existen en el juego, cada una con un líder diferente. Cada civilización comienza el juego con una bonificación especial que puede ser una tecnología, una gran persona, o una habilidad especial. A medida que la civilización progresa a través del tiempo, éstas también obtendrán nuevas habilidades cuando investigan un número específico de tecnologías y avanzan a una nueva era.
En una partida cada civilización puede tener hasta cuatro bonificaciones que varían de una civilización a otra. Muchas de las civilizaciones tienen unidades especializadas que sólo ellas pueden construir. Las unidades especiales no poseen habilidades más allá de la unidad normal a la que sustituyen pero pueden tener diferentes estadísticas.

### Romanos
- Líder: Julio César.
- Capital: Roma.
- Ventajas: Los romanos comienzan la partida con el gobierno de la República y una Legislación.
- Unidades especiales: Catafracta sustituye a caballero.

### Egipcios
- Líder: Cleopatra.
- Capital: Tebas.
- Ventajas: Los egipcios comienzan la partida con una maravilla de la Edad Antigua.
- Unidades especiales: Ninguna.

### Griegos
- Líder: Alejandro Magno.
- Capital: Atenas.
- Ventajas: Los griegos comienzan la partida con una Delegación.
- Unidades especiales: Hoplita sustituye a piquero y Trirreme a Galera.

### Españoles
- Líder: Isabel la Católica.
- Capital: Madrid.
- Ventajas: Los españoles comienzan la partida con el conocimiento de la Navegación.
- Unidades especiales: Conquistador sustituye a Caballero.

### Alemanes
- Líder: Otto von Bismarck.
- Capital: Berlín.
- Ventajas: Los alemanes comienzan la partida con mejoras automáticas para sus unidades de élite.
- Unidades especiales: Panzer sustituye a Tanque, Heinkel sustituye a Bombardero y Caza Messerschmitt 109 a Caza.

### Rusos
- Líder: Catalina la Grande.
- Capital: Moscú.
- Ventajas: Los rusos comienzan la partida con un mapa de su región.
- Unidades especiales: Cosaco sustituye a Caballero y T-34 a Tanque.

### Chinos
- Líder: Mao Zedong.
- Capital: Pekín.
- Ventajas: Los chinos comienzan la partida con el conocimiento de la Escritura.
- Unidades especiales: Ninguna.

### Estadounidenses
- Líder: Abraham Lincoln.
- Capital: Washington D.C.
- Ventajas: Los estadounidenses comienzan la partida con un Gran Personaje en su capital.
- Unidades especiales: M4 Sherman sustituye a Tanque Flying Fortress sutituye a Bombardero y Mustang a Caza.

### Japoneses
- Líder: Tokugawa Ieyasu.
- Capital: Kioto.
- Ventajas: Los japoneses comienzan la partida con el conocimiento Entierro Ceremonial.
- Unidades especiales: Samurái sustituye a Caballero, Ashigaru sustituye a Piquero, Caza Zero sustituye a Caza.

### Franceses
- Líder: Napoleón Bonaparte.
- Capital: París.
- Ventajas: Los franceses comienzan la partida con una catedral en la capital.
- Unidades especiales: Obús sustituye a Artillería.

### Hindúes
- Líder: Mahatma Gandhi.
- Capital: Delhi.
- Ventajas: Los hindúes comienzan la partida con acceso a todo tipo de recursos.
- Unidades especiales: Ninguna.

### Árabes
- Líder: Saladino.
- Capital: Trípoli.
- Ventajas: Los árabes comienzan la partida con el conocimiento de la Religión.
- Unidades especiales: Ninguna.

### Aztecas
- Líder: Moctezuma II.
- Capital: Tenochtitlan.
- Ventajas: Los aztecas comienzan la partida con una gran cantidad de oro.
- Unidades especiales: Guerrero jaguar sustituye a Guerrero.

### Zulúes
- Líder: Shaka.
- Capital: Zimbabue.
- Ventajas: Los zulúes comienzan la partida con la ventaja militar del arrasamiento.
- Unidades especiales: Guerrero impi sustituye a Guerrero.

### Mongoles
- Líder: Gengis Kan.
- Capital: Karakorum.
- Ventajas: Los mongoles comienzan la partida con un 50% más de intercambio en las ciudades capturadas.
- Unidades especiales: Keshik sustituye a Jinetes.

### Ingleses
- Líder: Isabel I.
- Capital: Londres.
- Ventajas: Los ingleses comienzan la partida con el gobierno de la Monarquía.
- Unidades especiales: Caza Spitfire sustituye a Caza y Bombardero Lancaster sustituye a Bombardero.

## Tecnologías
- Forja de hierro: Se puede explotar el hierro y construir un legión.
- Alfarería: Se puede explotar el vino y construir la maravilla de los Jardines Colgantes.
- Equitación: Se pueden explotar los bueyes y se pueden formar jinetes.
- Forja del bronce: Se puede construir la maravilla de El Coloso, se puede explotar el pescado y se pueden formar arqueros y construir cuarteles.
- Alfabeto: Se pueden construir bibliotecas y construir la maravilla de El Oráculo.
- Mampostería: Se puede explotar el mármol, construir murallas y construir la Gran Muralla.
- Entierro ceremonial: Se puede explotar el incienso, construir templos y construir la Gran Pirámide.
- Construcción: Se puede explotar el roble y construir talleres para las colinas.
- Escritura: Se puede crear la maravilla de la Gran Biblioteca y construir espías.
- Legislación: Se pueden explotar el ganado, se puede construir un puesto comercial y nuevo sistema de gobierno disponible: república.
- Riego: Se puede explotar el trigo.
- Alfabetización: Se pueden explotar la seda, se puede crear la maravilla del teatro de Shakespeare y construir una delegación.
- Matemáticas: Se puede construir una catapulta.
- Moneda: Se puede explotar el oro, se puede crear la maravilla de comercio justo de Troyes caravana y un mercado.
- Democracia: Se puede crear la maravilla de la Carta Magna, se pueden formar piqueros y nuevo sistema de gobierno disponible: democracia.
- Ingeniería: Se puede construir un acueducto.
- Monarquía: Se puede explotar el tinte, se puede crear la maravilla del castillo Himeji y nuevo sistema de gobierno disponible: monarquía.
- Navegación: Se pueden explotar las ballenas, se puede crear la maravilla de la Compañía de las Indias del Este y se pueden construir un galeón y un puerto.
- Feudalismo: Se puede explotar la caza y se pueden formar caballeros.
- Religión: Se puede construir una catedral y nuevo sistema de gobierno disponible: fundamentalismo.
- Banca: Se puede construir un banco.
- Invención: Se puede crear la maravilla del Taller de Leonardo.
- Universidad: Se puede crear la maravilla de la Universidad de Oxford y se pueden construir universidades.
- Pólvora: Se puede explotar el azufre y se pueden formar fusileros.
- Metalurgia: Se puede construir un cañón.
- Imprenta
- Máquina de vapor: Se puede explotar el carbón y construir un crucero.
- Combustión: Se puede explotar el aceite y construir un tanque.
- Electricidad: Se puede crear un submarino.
- Industrialismo: Se puede construir una fábrica.
- Ferrocarril: Se puede construir una mina de hierro.
- Acero: Se puede crear un acorazado.
- Comunismo: Nuevo sistema de gobierno disponible: comunismo.
- Vuelo: Se puede crear un caza.
- Producción en masa: Se puede explotar el aluminio y formar infantería moderna.
- La corporación: Se puede crear la maravilla del Complejo militar-indrustial.
- Teoría del átomo: Se puede crear la maravilla del Proyecto Manhattan.
- Automóvil: Se puede explotar el caucho y se puede formar artillería.
- Electrónica
- Medios de comunicación: Se puede crear la maravilla de Hollywood.
- Vuelo avanzado: Se puede construir un bombardero.
- Energía nuclear: Se puede explotar el uranio.
- Conexión de redes: Se puede crear la maravilla de Internet.
- Vuelo espacial: Se puede crear la maravilla del Programa Apollo, los tanques de combustible de la nave espacial, sus motores de propulsión, su habitación y su sistema de soporte vital.
- Globalización
- Superconductores: Se puede crear el SDI.
- Tecnología futura

## Sistemas de gobierno
- Comunismo: Los jugadores que adoptan el comunismo como sistema de gobierno adquieren importantes bonificaciones en la producción de las ciudades, pero las catedrales y templos dejan de producir cultura.

- Democracia: Los jugadores que adopten la democracia incrementarán su comercio e intercambio entre ciudades, pero no pueden declarar guerras, solo defenderse si son agredidos.

- Despotismo: El sistema de gobierno predeterminado de todos los países al iniciar el juego, los déspotas pueden usar armas nucleares sin perder nivel cultural.

- Fundamentalismo: Los jugadores que adopten este gobierno recibirán un +1 en el ataque de todas las unidades, pero las bibliotecas y universidades dejan de producir ciencia.

- Monarquía: Los jugadores que adopten la Monarquía doblarán la cantidad de cultura producida en los palacios de la capital y capitales conquistadas.

- República: Los jugadores que adopten este gobierno podrán expandir más rápidamente su imperio, los colonos producidos solo cuestan uno en vez de dos puntos de población.